# 3900 Knežević
3900 Knežević eller 1985 RK är en asteroid i huvudbältet som upptäcktes den 14 september 1985 av den amerikanske astronomen Edward L.G. Bowell vid Anderson Mesa Station. Den är uppkallad efter den serbiske astronomen Zoran Knežević.
Asteroiden har en diameter på ungefär 4 kilometer.